# Epectaptera discosticta
Epectaptera discosticta är en fjärilsart som beskrevs av George Francis Hampson 1898. Epectaptera discosticta ingår i släktet Epectaptera och familjen björnspinnare. Inga underarter finns listade i Catalogue of Life.